# Joachim Kaczkowski
Joachim Kaczkowski (ur. około 1789, zm. 2 stycznia 1829 w Warszawie) – polski kompozytor i skrzypek.

## Życiorys
Nie ma jasności co do jego daty urodzenia, narodowości, a nawet imienia. Część publikacji podaje jego imię jako Józef. Według niektórych źródeł pochodził z miasta Tabor w Czechach. Jego ojciec miał być oboistą i kapelmistrzem u jednego z książąt na Kresach, na skrzypcach grał także jego brat Hieronim oraz siostry. Brak dokładnych informacji o jego wykształceniu muzycznym, przypuszczalnie pozostał autodydaktą. Około 1805 roku wyjechał do Lwowa, gdzie poznał Karola Kurpińskiego i Józefa Elsnera. W 1810 roku wystąpił w Warszawie razem z Franciszkiem Lesslem. Przez następne kilka lat przebywał w Niemczech. Po powrocie do Polski około 1817 roku uczył muzyki w domu Onufrego Sierakowskiego w Sierakoścach i w majątku Kraińskich w Hermanowicach. W 1818 roku poślubił wychowanicę Kraińskich Annę Galle. W 1820 i 1822 roku grał we Lwowie, pod koniec 1822 roku osiadł w Warszawie, gdzie w Teatrze Narodowym zagrał z Václavem Vilémem Würflem. W późniejszym okresie poświęcił się pracy kompozytorskiej i pedagogicznej. Został pochowany na cmentarzu Powązkowskim.
Jego utwory były wydawane w latach 1812–1822 w firmach André w Offenbach am Main oraz Breitkopf & Härtel i F. Hofmeister w Lipsku. W warstwie stylistycznej nawiązywał do dorobku Pierre’a Rodego, Rodolphe’a Kreutzera i Giovanniego Battisty Viottiego. Skomponował m.in. 2 koncerty skrzypcowe (a-moll i h-moll), cykle wariacji na skrzypce i instrumenty smyczkowe, duety skrzypcowe, utwory na skrzypce i altówkę, etiudy skrzypcowe. Kompozycje Kaczkowskiego były pozytywnie recenzowane na łamach lipskiego „Allgemeine Musikalische Zeitung” i wiedeńskiego „Allgemeiner Musikalischer Anzeiger”. Podczas pobytu w Warszawie pisał utwory na fortepian przeznaczone dla Marii Szymanowskiej, o jednym z jego polonezów pisał w liście do Jana Białobłockiego z dnia 15 maja 1826 roku Fryderyk Chopin.